# الکساندر تتی
الکساندر تتی (انگلیسی: Alexander Tettey؛ زادهٔ ۴ آوریل ۱۹۸۶) بازیکن فوتبال اهل غنا است.
از باشگاه‌هایی که در آن بازی کرده‌است می‌توان به باشگاه فوتبال نوریچ سیتی، باشگاه فوتبال روزنبورگ، و باشگاه فوتبال رن اشاره کرد.
وی همچنین در تیم‌های ملی فوتبال Norway national under-19 football team، زیر ۲۱ سال نروژ، و نروژ بازی کرده‌است.